# Univers 1985
Univers 1985 est une anthologie de quatorze nouvelles de science-fiction publiées entre 1978 et 1985, sélectionnées par Joëlle Wintrebert (dont c'est la dernière contribution dans la direction éditoriale de la collection).
L'anthologie est la 25e de la série Univers qui compte trente ouvrages. Elle ne correspond pas à un recueil qui serait déjà paru aux États-Unis ; il s'agit d'un recueil inédit de nouvelles, édité pour le public francophone.
L'anthologie a été publiée en mars 1985 aux éditions J'ai lu dans la collection « Science-fiction » (no 1799). L'image de couverture a été réalisée par Tim White.

## Première partie: nouvelles

### Les Chants des leucocytes
- Auteur : Greg Bear.
- Titre original : Blood Music.
- Distinctions :
  - Prix Nebula de la novelette 1983
  - Prix Hugo de la novelette 1984
- Publication : 1983.
- Situation dans l'anthologie : pages 11 à 42.
- Traducteur : Joëlle Wintrebert.
- Résumé :
- Liens externes : 
  - Notice sur Noosfère
  - Notice sur iSFdb

### Partenaires
- Auteur : Sylvie Lainé.
- Publication : 1985.
- Situation dans l'anthologie : pages 43 à 49.
- Résumé :
- Liens externes : 
  - Notice sur Noosfère
  - Notice sur iSFdb

### La Machine à explorer la fiction
- Auteur : Jean-Pierre April.
- Publication : 1980.
- Situation dans l'anthologie : pages 50 à 87.
- Résumé :
- Liens externes : 
  - Notice sur Noosfère
  - Notice sur iSFdb

### La Géométrie narrative
- Auteur : Hilbert Schenck (en).
- Titre original : The Geometry of Narrative.
- Publication : 1983.
- Situation dans l'anthologie : pages 101 à 116.
- Traducteur : Henry-Luc Planchat.
- Résumé :
- Liens externes : 
  - Notice sur Noosfère
  - Notice sur iSFdb

### Matin de sang
- Auteur : Vincent Ronovsky.
- Publication : 1984.
- Situation dans l'anthologie : pages 117 à 148.
- Résumé :
- Liens externes : 
  - Notice sur Noosfère
  - Notice sur iSFdb

### Lune bleue
- Auteur : Connie Willis.
- Titre original : Blued Moon.
- Publication : 1984.
- Situation dans l'anthologie : pages
- Traducteur : Henry-Luc Planchat.
- Résumé :
- Liens externes : 
  - Notice sur Noosfère
  - Notice sur iSFdb

### L'Élargissement du monde
- Auteur : Ian Watson.
- Titre original : The Width of the World.
- Publication : 1983.
- Situation dans l'anthologie : pages 193 à 209.
- Traducteur : Philippe Hupp.
- Résumé :
- Liens externes : 
  - Notice sur Noosfère
  - Notice sur iSFdb

### Ginungagap
- Auteur : Michael Swanwick.
- Titre original : Ginungagap.
- Publication : 1980.
- Situation dans l'anthologie : pages 228 à 270.
- Traducteur : Jean Bonnefoy.
- Résumé :
- Liens externes : 
  - Notice sur Noosfère
  - Notice sur iSFdb

### Larmes d'étoiles
- Auteur : James Tiptree, Jr.
- Titre original : We Who Stole the Dream.
- Publication : 1978.
- Situation dans l'anthologie : pages 271 à 302.
- Traducteur : Jean-Daniel Brèque.
- Résumé :
- Liens externes : 
  - Notice sur Noosfère
  - Notice sur iSFdb

### La Planète Ours voleur
- Auteur : R. A. Lafferty.
- Titre original : Thieving Bear Planet.
- Publication : 1982.
- Situation dans l'anthologie : pages 303 à 323.
- Traducteur : Emmanuel Jouanne.
- Résumé :
- Liens externes : 
  - Notice sur Noosfère
  - Notice sur iSFdb

### Un goût de cornichon dans le plan de la matrice
- Auteur : Pierre Stolze.
- Publication : 1985.
- Situation dans l'anthologie : pages 338 à 360.
- Résumé :
- Liens externes : 
  - Notice sur Noosfère
  - Notice sur iSFdb

### Les Jours d'été
- Auteurs : Emmanuel Jouanne et Jean-Pierre Vernay.
- Première publication dans cette anthologie (mars 1985) puis dans le recueil Dites-le avec des mots (novembre 1985).
- Situation dans l'anthologie : pages 361 à 378.
- Résumé :
- Liens externes : 
  - Notice sur Noosfère
  - Notice sur iSFdb

### Quelques pièges à lumière
- Auteur : Michel Lamart.
- Publication : 1985.
- Situation dans l'anthologie : pages 379 à 391.
- Résumé :
- Liens externes : 
  - Notice sur Noosfère
  - Notice sur iSFdb

### Autopsie partielle d'un cancer en voie de développement
- Auteur : Jean-François Jamoul.
- Publication : 1985.
- Situation dans l'anthologie : pages 392 à 415.
- Résumé :
- Liens externes : 
  - Notice sur Noosfère
  - Notice sur iSFdb

## Partie thématique et encyclopédique

### Éditorial
- « En terre étrangère » : éditorial par Joëlle Wintrebert, pages 7 à 10.

### Articles
- Article : « Une SF étrange venue d'ailleurs : la SF québécoise » par Stéphanie Nicot, pages 88 à 100.
- Article : « La Science-Fiction anglaise de 1964 à 1984 » par  Brian Stableford, pages 210 à 227.
- Article : « Quand on aime la vie, on lit de la SF ! » par Pascal J. Thomas, pages 324 à 337.

## Prix obtenu par un texte du recueil
Source : Sur Noosfère, fin de page
- Les Chants des leucocytes : 
  - prix Nebula de la meilleure novelette 1983
  - prix Hugo novelette 1984

## Critiques littéraires
L'anthologie a fait l'objet d'une critique littéraire par Michel Cossement dans la revue française « SFère », numéro 22.
Elle a aussi fait l'objet d'une autre critique littéraire par Éric Sanvoisin dans la revue française « Fiction », numéro 364.
Elle a encore fait l'objet d'une critique littéraire par Pascal J. Thomas dans la revue américaine « Locus », numéro 297, octobre 1985.